# Gilia scopulorum
Gilia scopulorum es una especie de planta con flor de la familia Polemoniaceae conocida con los nombres comunes de rock gilia y gilia de las Montañas Rocosas. Es nativa de Mojave y del Desierto de Sonora. 

## Descripción
Esta flor silvestre produce un tallo recto, ramificado, de hasta 30 centímetros de altura, de una roseta basal de hojas largas y rectas. Cada hoja está hecha de folíolos con dientes puntiagudos, y el herbaje es peludo y glandular. Las ramas que van de la raíz a la inflorescencia están cubiertas por glándulas negras peludas. Las flores tiene uno a dos centímetros de ancho, de color lavanda a púrpura con gargantas amarillentas o blancas. El fruto es una cápsula de medio centímetro de ancho que contiene muchas semillas.